# 赤木晴子
赤木晴子是日本漫畫《灌籃高手》中的人物，湘北高中一年級生，籃球隊隊長赤木刚宪的妹妹。櫻木花道的暗戀對象，晴子並不知情，櫻木進入籃球社最初的原因就是為了赢得晴子芳心。外型甜美，個性溫柔體貼，晴子總會為場中每個隊友打氣，特別是為教她打籃球和經常保護自己的哥哥赤木剛憲、以及她的好朋友櫻木花道打氣。跟湘北大部份女孩一樣，晴子一直暗戀流川枫，雖然流川對她沒有興趣。動畫版中，晴子明白流川對自己沒有感情，並漸漸習慣這個狀況。但這亦已令櫻木花道非常敵視流川楓。晴子從一開始看出櫻木的運動潛能，當她要求櫻木表演灌籃，便明白到櫻木有驚人跳躍能力，應該加入湘北籃球隊發揮潛能。